# ロイヤル・オードナンス L11

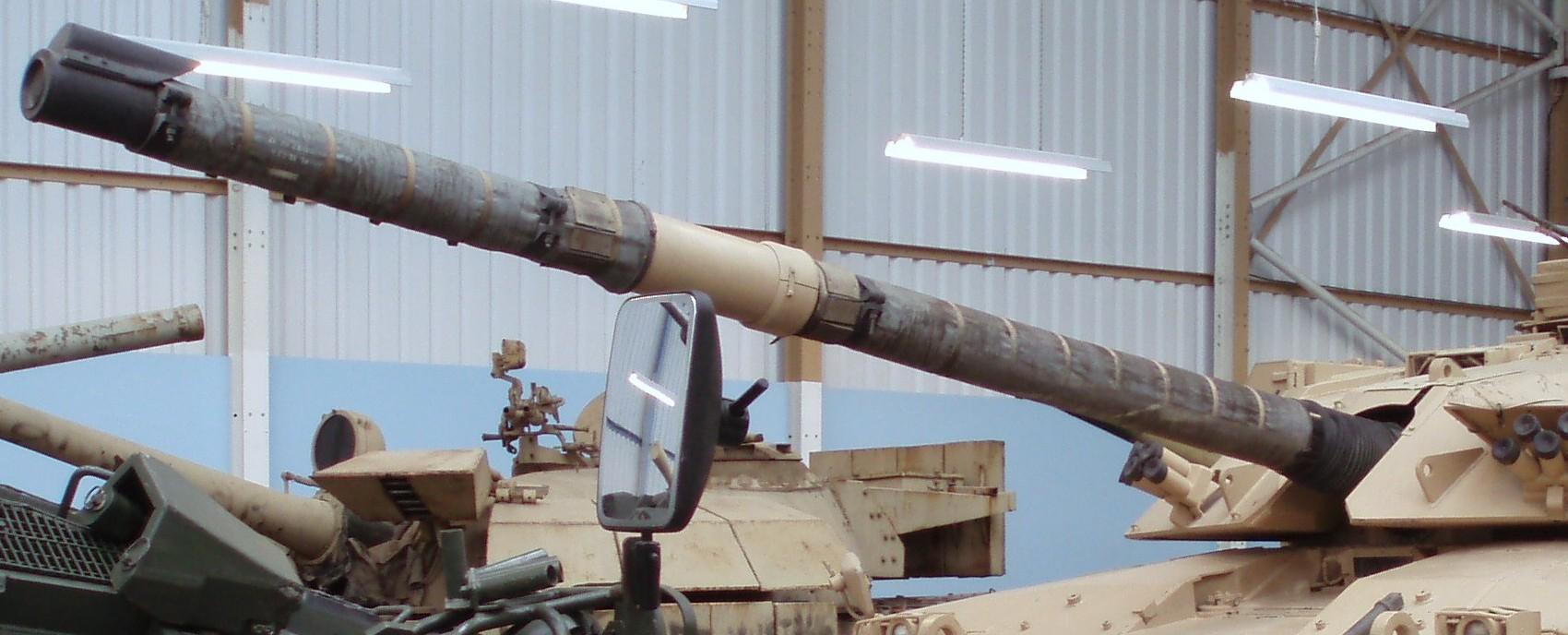
ロイヤル・オードナンス L11（チャレンジャー1搭載）

ロイヤル・オードナンス L11（英語: Royal Ordnance L11）は、イギリスのロイヤル・オードナンス(Royal Ordnance Factories)が開発した120mmライフル戦車砲。チーフテン及びチャレンジャー1の主砲として搭載された。

## 概要
ロイヤル・オードナンスが開発したロイヤル・オードナンス L7 51口径ライフル戦車砲は、イギリスのセンチュリオンをはじめとして各国に採用された。その成功を受け、北大西洋条約機構における標準戦車砲を目指し、1950年代より開発が開始された。1961年に初の試射が行われている。
同時期に開発されていたチーフテン戦車に主砲として装備され、チーフテンの大幅な改良型ともいえるチャレンジャー1にも装備された。1970年代開発のビッカースMBT Mk.4/バリアント試作戦車にも搭載可能であったが、採用国は無く、同様に1980年代にもL11が搭載可能なビッカースMBT Mk.7が開発されたが、こちらも採用国が無かった。また、他国開発の戦車にもL11を採用した事例はなく、装備されたのはイギリスの2車種に留まった。これを搭載したチーフテン戦車の量産は1963年より開始されており、同じ120mm砲搭載のレオパルト2（1977年西ドイツ軍採用）より、10年以上早い時期であった。
砲身長は55口径と、事実上の西側標準戦車砲となったラインメタル 120 mm L44の44口径より長い。砲弾は、当初、徹甲弾(APDS-T)、粘着榴弾(HESH)及び白燐発煙弾が用意され、後に装弾筒付翼安定徹甲弾(APFSDS)も開発された。砲弾と発射薬は分離式となっている。その威力は、充分に強力であり、湾岸戦争においてチャレンジャー1は、多数のイラク軍戦車を撃破している。
なお、チャレンジャー2搭載のL30もL11からの発展型である。

## 各型
L11A1
初期型。
L11A2
砲尾をはじめ、各所を改良。
L11A3
砲尾を改良。
L11A4
自動装填装置用の試作型。
L11A5
主要生産型。砲口照合装置の導入や軽量化などの改良。
L11A6
A3の改良型。砲口照合装置の導入や排気システムの改良。
L11A7
提案のみ。

## 要目
- 口径：120mm
- 砲身長：55口径
- 重量：1.8t[3]
- 後座長：370mm[3]
- 装填速度：人力装填 通常6発/分　最大8から10発/分[3][7]
- 砲身命数：120発[7]
- 閉鎖機：半自動垂直鎖栓式（下方）[3][7]